# 30. San-marinesisches Kabinett
Das 30. Kabinett setzte sich aus Partito Democratico Cristiano Sammarinese (PDCS) und Partito Socialista Sammarinese (PSS) zusammen und regierte San Marino vom 16. Dezember 2002 bis zum 22. Dezember 2003.
Es war bereits das vierte Kabinett seit der Parlamentswahl vom 10. Juni 2001. Nachdem die Vorgängerregierung aus Partito dei Democratici, (PdD) PSS und Alleanza Popolare im September 2002 durch den Austritt von zwei PSS Abgeordneten ihre Mehrheit verlor legten im Verlauf des November 2002, die Minister der Koalitionsparteien ihre Ämter nieder. In Folge bildeten PDCS und PSS wie bereits zu Beginn der Legislaturperiode eine gemeinsame Regierung.

## Liste der Minister
Die san-marinesische Verfassung kennt keinen Regierungschef, im diplomatischen Protokoll nimmt der Außenminister die Rolle des Regierungschefs ein.
| Amt         | Minister             | Partei | Amtszeit                              |
| ----------- | -------------------- | ------ | ------------------------------------- |
| Auswärtiges | Fiorenzo Stolfi      | PSS    | 16. Dezember 2002 – 12. Dezember 2003 |
| Inneres     | Loris Francini       | PDCS   | 16. Dezember 2002 – 12. Dezember 2003 |
| Finanzen    | Pier Marino Mularoni | PDCS   | 16. Dezember 2002 – 12. Dezember 2003 |
| Industrie   | Maurizio Rattini     | PSS    | 16. Dezember 2002 – 12. Dezember 2003 |
| Bildung     | Pasquale Valentini   | PDCS   | 16. Dezember 2002 – 12. Dezember 2003 |
| Territorium | Fabio Berardi        | PSS    | 16. Dezember 2002 – 12. Dezember 2003 |
| Tourismus   | Paride Andreoli      | PSS    | 16. Dezember 2002 – 12. Dezember 2003 |
| Gesundheit  | Rosa Zafferani       | PDCS   | 16. Dezember 2002 – 12. Dezember 2003 |
| Arbeit      | Gian Carlo Venturini | PDCS   | 16. Dezember 2002 – 12. Dezember 2003 |
| Justiz      | Alberto Cecchetti    | PSS    | 16. Dezember 2002 – 12. Dezember 2003 |

### Bemerkungen
1. ↑  Segretario di Stato per gli Affari Esteri e Politici, la Programmazione  e la Cooperazione Economica
2. ↑  Segretario di Stato per gli Affari Interni e la Protezione Civile
3. ↑  Segretario di Stato per le Finanze, il Bilancio, Poste e Telecommunicazioni e i Rapporti con l’A.A.S.F.N
4. ↑   Segretario di Stato per l’Industria, l’Artigianato e i Rapporti con l‘A.A.S.S.
5. ↑  Segretario di Stato per la Pubblica Istruzione, l’Università, gli Instituti Culturali e gli Affari Sociali
6. ↑  Segretario di Stato per il Territorio, l’Ambiente e l’Agricoltura e i Rapporti con l’A.A.S.P.
7. ↑  Segretario di Stato per il Turismo, il Commercio e lo Sport e i Trasporti
8. ↑   Segretario di Stato per la Sanità e la Sicurezza Sociale e la Previdenza
9. ↑  Segretario di Stato per il Lavoro e la Cooperazione
10. ↑  Segretario di Stato per la Giustizia, i Rapporti con le Giunte di Castello e l’Informazione